# Colletes inexpectatus
Colletes inexpectatus là một loài Hymenoptera trong họ Colletidae. Loài này được Noskiewicz mô tả khoa học năm 1936.